# نوكيا N1
نوكيا N1، (بالإنجليزية: Nokia N1)‏ هو جهاز لوحي من إنتاج شركة نوكيا يعمل بنظام أندرويد 5.0، وهو أول جهاز محمول تقدمه نوكيا منذ قيامها ببيع قسم الهواتف الخاص بها لشركة مايكروسوفت وقد تم إصداره في شهر يناير من عام 2015.

## المواصفات

### الشاشة
شاشة بقياس 7,9 إنش بتقنية عرض LED-Backlit LCD وبدقة عرض 1536×2048 بكسل، وبكثافة 324 بكسل في الإنش الواحد، وله تقنيات جهاز قياس التسارع وجهاز قياس التوازن وجهاز قياس الإضاءة، وتقنية IPS التي تمكن مستخدم الجهاز من الرؤية من زاوية نظر 178° مع الحفاظ على نفس درجة الوضوح.

### المعالجة والنظام والذاكرة
الجهاز يعمل بنظام أندرويد الإصدار 5.0، ومعالجه هو من نوع Atom منتج من قبل شركة إنتل بسرعة 2,3 غيغاهرتز رباعي النوى، كما أن ذاكرة الرام بسعة 2 غيغابايت، أما الذاكرة الداخلية فسعتها 32 غيغابايت، والجهاز لا يستقبل ذاكرة خارجية.

### الكاميرا
الكاميرا بدقة 8 ميغابكسل، وبدقة تصوير 1080×1920 بكسل (Full HD)، مع تكبير رقمي يصل إلى 4 مرات، وبـ30 لقطة فيديو في الثانية، وفلاش وكاميرا أمامية تصل دقتها إلى 5 ميغابكسل، مع تقنية التركيز الآلي التي تقوم بضبط التركيز على الأغراض من دون الحاجة إلى ضبط يدوي.

### الصوتيات
مشغل الموسيقى في الجهاز هو Android media player، وتوجد تقنيات مثل إم بي 3 و MP4، و WAV و WMV، والجهاز قادر على التسجيل الصوتي، مع تقنية مكبر صوت ستريو، والتي توفر صوتا قريبا من الصوت البشري.

### الإنترنت
الجهاز قادر على تصفح الإنترنت، ومتصفح الإنترنت فيه هو Android Browser، ومن تقنيات التراسل MMS (إرسال واستلام الوسائط عبر الهاتف) و POP3 (بروتوكول مكتب البريد).

### الاتصال
الجهاز لا يتصل هاتفيا، يحتوي تقنية واي فاي، وفيه بلوتوث من الإصدار الرابع، أما الـيو إس بي فهو من الإصدار الثاني، ومدخل سماعة الرأس قطره 3,5 مليمتر، ومن تقنيات الاتصال الواي فاي ثنائي الحزمة، ويكون بالتغيير بين الترددين 2,4 غيغاهرتز و 5 غيغا هرتز ويختار أقلهما ازدحاما، مما يؤدي لزيادة سرعة التصفح.

### جسم الجهاز
كتلة الجهاز هي 318 غرام، وطوله 200,7 مليمتر وعرضه 138,6 مليمتر وسمكه 6,9 مليمتر، ومغلف بطبقة زجاج غوريلا من الإصدار الثالث، وهي طبقة مقاومة للخدش، وغطاؤه من مادة الألمنيوم.

### باقي المواصفات
الجهاز له بطارية بقوة 5300 ملي أمبير، لا يشغل راديو إف إم.